# 브리타니아 열왕사

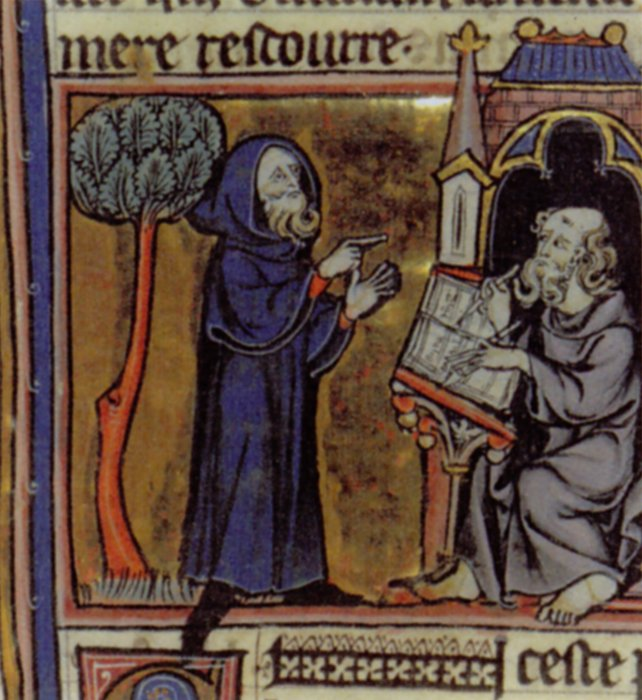

《브리타니아 열왕사》(라틴어: Historia Regum Britanniae)는 몬머스의 제프리가 1136년경에 쓴 유사역사서이다. 트로이 유민들이 브리튼 섬을 발견해 정착한 이후 앵글로색슨인들이 침입해온 7세기까지의 2천년 역사를 다루고 있다. 아서왕 전설의 중심 사료이다.
16세기까지만 해도 그 내용이 무비판적으로 수용되었으나 오늘날에는 역사책으로서의 가치는 없는 것으로 평가되고 있다. 대신 리어왕의 원형이 되는 이야기라던가, 아서왕 전설 같은 웨일스 전승의 내용이 비(非)웨일스어 언중에게 확산된 계기가 된 문학사적 가치로서 평가받고 있다.

## 같이 보기
- 브리튼인의 신화적 왕